# ماكسيم موروزوف
ماكسيم موروزوف (بالأوكرانية: Морозов Максим Алентинович)‏ هو لاعب كرة قدم أوكراني في مركز الوسط، ولد في 28 سبتمبر 1978 في كرج في أوكرانيا. لعب مع نادي أتلانتس ونادي ميكا.

## وصلات خارجية
- ماكسيم موروزوف على موقع اتحاد أوكرانيا (الإنجليزية)
- ماكسيم موروزوف على موقع قاعدة بيانات كرة القدم.إي يو (الإنجليزية)
- ماكسيم موروزوف على موقع Soccerway.com (الإنجليزية)